# Zagajnik (Góry Bystrzyckie)
Zagajnik (niem. Hainwald, 481 m n.p.m.) – wzgórze na północno-wschodnim skraju Gór Bystrzyckich na granicy z Kotliną Kłodzką. Stanowi zakończenie bocznego ramienia odchodzącego na wschód od Kamiennej Góry. Na grzbiecie i północnym zboczu tego ramienia znajdują się zabudowania Pokrzywna, Sokołówki i Nowego Wielisławia, a od południa Starkówka.
Pod szczytem od zachodu przechodzi droga wojewódzka nr 388 z Bystrzycy Kłodzkiej do Polanicy-Zdroju, która w tym miejscu osiąga swoją kulminację, pokonując grzbiet serpentynami.
Zagajnik rozdziela dolinę Wielisławki od północy i Duny Górnej od południa, a z jego wschodnich zboczy wypływa Duna Dolna. Wzgórze zbudowane jest z piaskowców i porośnięte lasem. W użyciu używana jest też nazwa Jodłowa Góra.